# أسيتيليد النحاس الأحادي
 أسيتيليد النحاس الأحادي مركب كيميائي له الصيغة Cu2C2، وهو مركب متفجر حساس للصدمة. ويصنف تحت الأسيتيليدات الفلزية.

## الخواص
إن مركب أسيتيليد النحاس الأحادي حساس للحرارة وللصدمة، إذ يتفكك بشكل انفجاري عند التعرض لأي منهما، وهو بذلك حساس أكثر من مركب أسيتيليد الفضة. يمتاز المركب بطريقة انفجاره، حيث أنه من المتفجرات القلائل التي لا تحرر أي غازات عند تفجرها.

## التحضير
يحضر من تمرير غاز الأسيتيلين على محلول من كلوريد النحاس الأحادي بوجود الأمونياك
C2H2 + 2 CuCl → Cu2C2 + 2 HCl
يتشكل أسيتيليد النحاس الأحادي كمركب وسطي في العديد من تفاعلات الاصطناع العضوية مثل تفاعل ازدواج سونوغاشيرا Sonogashira coupling وتفاعل ازدواج كاديوت-كوتكيفيتز Cadiot-Chodkiewicz coupling.

## السلامة
يمكن لأسيتيليد النحاس أن يتشكل داخل الأنابيب النحاسية أو السبائك الحاوية على نسب عالية من النحاس وذلك في حال التماس مع غاز الأسيتيلين، مما يمكن أن يؤدي إلى حدوث انفجارات شديدة.
كما يمكن أن تشكل حفازات النحاس خطراً في صناعات بتروكيماوية محددة.